# Siège de Krujë (1466-1467)
Pour les articles homonymes, voir Siège de Krujë.
Guerres ottomano-albanaise
Le deuxième siège de Krujë (en albanais : Rrethimi i dytë i Krujës) est un siège qui a eu lieu de 1466 à 1467.
Le sultan Mehmed II de l'Empire ottoman a conduit une armée en Albanie pour vaincre Skanderbeg, le chef de la Ligue de Lezhë, créée en 1444 après le début de sa guerre contre les Ottomans. Durant le siège qui a duré presque un an, la principale forteresse de Skanderbeg, Krujë, a résisté au siège tandis que Skanderbeg parcourait l'Albanie pour rassembler des forces et faciliter la fuite des réfugiés des zones civiles attaquées par les Ottomans. Krujë réussit à résister au siège lancé par Ballaban Badera, sandjakbey du Sandjak d'Ohrid, un Albanais élevé dans l'armée ottomane par le devşirme. Le 23 avril 1467, l'armée ottomane est vaincue et Skanderbeg entre à Krujë.
Mehmed avait décidé de construire une forteresse dans ce qui est aujourd'hui Elbasan, qui fournirait une base pérenne pour les futurs assauts ottomans sur les domaines de Skanderbeg. La forteresse inquiétait particulièrement Venise car Elbasan avait été construite sur les rives de la rivière Shkumbin, ce qui aurait permis aux Ottomans d'envoyer des navires dans l'Adriatique et de menacer les colonies vénitiennes. Voyant que sa situation était devenue défavorable, Skanderbeg fit un voyage en Italie où il tenta de convaincre le pape Paul II et Ferdinand Ier de Naples de lui apporter de l'aide pour sa guerre. Malgré les nombreuses promesses du pape, Skanderbeg reçut peu en raison de la crainte d'une guerre napolitaine avec Rome et des luttes intestines au sein de la Curie romaine. Ferdinand et la république de Venise ont également reporté les demandes de Skanderbeg au pape. Au moment où il quitta l'Italie, la Ligue de Lezhë était affaiblie et avait besoin de son intervention.
Après son retour, les Vénitiens décidèrent d'envoyer des troupes contre les avancées ottomanes. Skanderbeg rassembla 13 400 hommes, parmi lesquels de nombreux Vénitiens, pour lancer un assaut sur le camp assiégeant ottoman, qui avait pris le commandement après que Mehmed eut quitté l'Albanie après la construction d'Elbasan. Skanderbeg avait divisé son armée en trois parties et encerclé les assiégeants. Ballaban fut tué au cours des combats et les forces ottomanes se retrouvèrent sans commandant et avec une force réduite qui fut encerclée. Par la suite, les forces albano-vénitiennes achevèrent la déroute en tuant les forces ottomanes restantes avant qu'elles ne puissent s'échapper par Dibër. La victoire a été bien accueillie par les Albanais et les Italiens. Cela ne signifiait cependant pas la fin de la guerre, car peu de temps après, Skanderbeg lança quelques assauts sur Elbasan après y avoir été poussé par Venise, mais ne fut pas en mesure de prendre la forteresse en raison du manque d'artillerie. Venise elle-même était en conflit avec ses voisins italiens, ce qui a conduit Mehmed à lancer une autre campagne contre les Albanais. Cela entraînerait un autre siège sur Krujë.

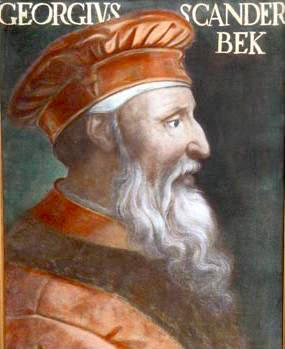
Skanderbeg

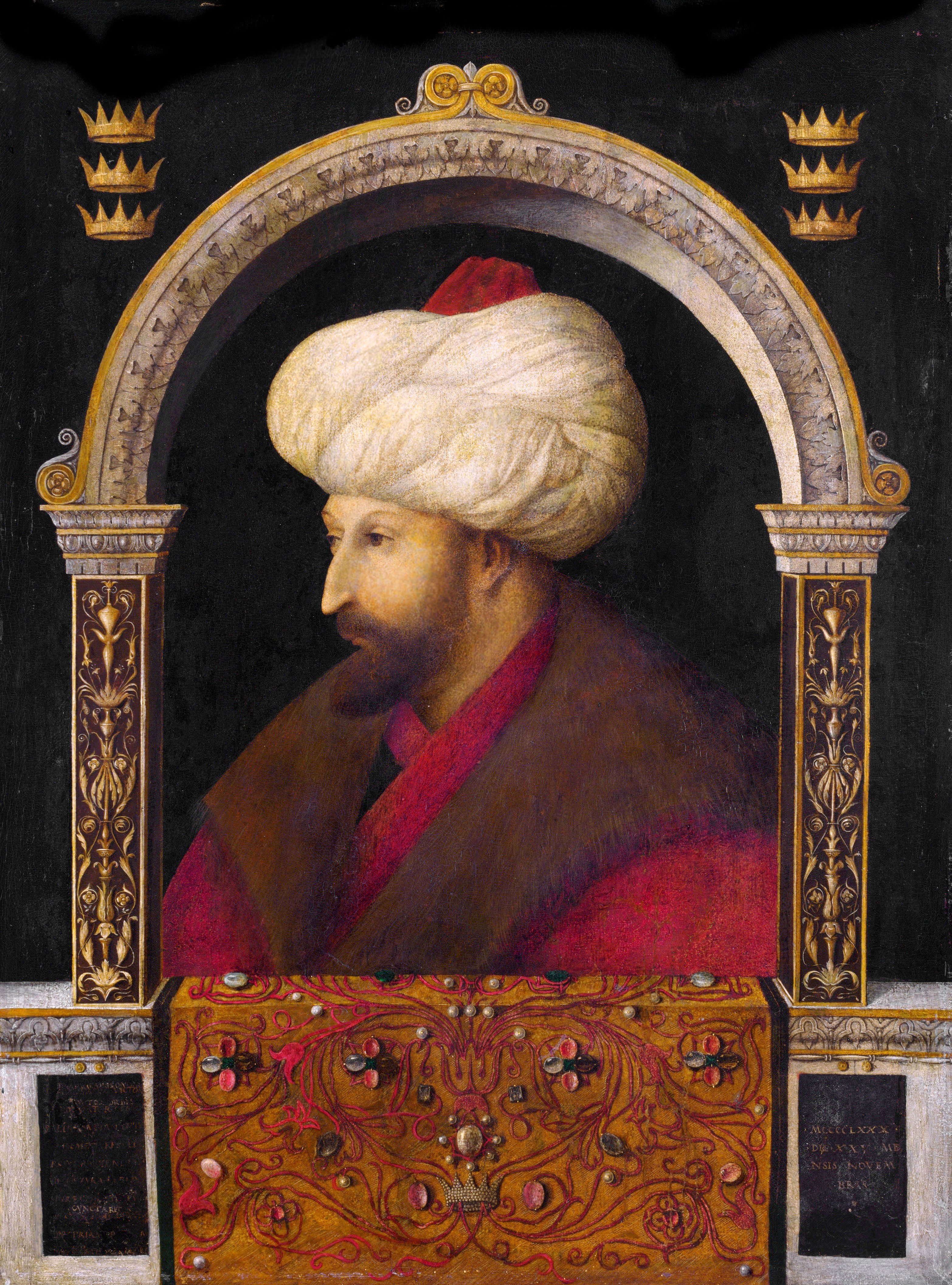
Mehmed II

## Siège
La première phase de la campagne ottomane visant à isoler Krujë a duré deux mois. Selon Marin Barleti, le principal biographe de Skanderbeg, ce dernier avait placé 4 400 hommes sous les ordres de Tanush Thopia pour défendre le château. Cette force comprenait 1 000 fantassins vénitiens sous les ordres de Baldassare Perducci et 200 tireurs d'élite napolitains. Skanderbeg retira ses hommes de la forteresse de Krujë d'une manière similaire au premier siège. Mehmed avait marché en Albanie avec Ballaban Badera sous son commandement. Il offrit des récompenses à la garnison si elle se rendait, mais la garnison répondit en bombardant les positions ottomanes. Les Ottomans commencèrent alors à bombarder massivement la forteresse, mais cela resta sans effet,,. Selon des sources documentaires, le siège a commencé à la mi-juin, un mois après que Mehmed ait commencé sa campagne pour forcer les régions orientales de l'Albanie à se soumettre. Les campagnes de Mehmed dans cette région avaient mis Skanderbeg sous une pression énorme alors que ce dernier n'avait pas encore reçu d'aide financière de l'étranger.
Début juillet, Skanderbeg envoya Pal Engjëlli à Venise. Le 7 juillet, Engjëlli informa les Vénitiens que la Ligue de Lezhë continuait et que Krujë tenait toujours, contrairement aux rumeurs qui disaient le contraire. Il demanda ainsi l'arrivée des forces vénitiennes promises lors de la signature d'un traité d'alliance le 20 août 1463 et la contribution promise de 3 000 ducats. Les Vénitiens répondirent qu'ils se trouvaient déjà dans une situation difficile en raison de la menace ottomane en Dalmatie et en mer Égée où ils possédaient des territoires. Ils ont également répondu qu'ils avaient eu des difficultés à recruter de nouveaux soldats en raison de difficultés financières et qu'ils ne pouvaient envoyer que 1 000 ducats à leurs provveditores en Albanie. Malgré ces difficultés, Skanderbeg et ses hommes ont continué à se battre. Après avoir été convaincu que Krujë ne serait pas prise par la force, Mehmed laissa 18 000 cavaliers et 5 000 fantassins sous Ballaban et se retira en juin 1466 avec son armée principale,. Il se retira du siège de Durazzo où il pilla la région avec rage,. Lorsque Mehmed se retira d'Albanie, il déposa Dorotheos, l'archevêque d'Ohrid, et l'expatria avec ses clercs et boyards et un nombre considérable de citoyens d'Ohrid à Istanbul, probablement en raison de leurs activités anti-ottomanes pendant les campagnes de Skanderbeg, car beaucoup d'entre eux soutenaient Skanderbeg et son combat,,. Il emmena avec lui 3 000 prisonniers albanais.